# Marzio di Colantonio

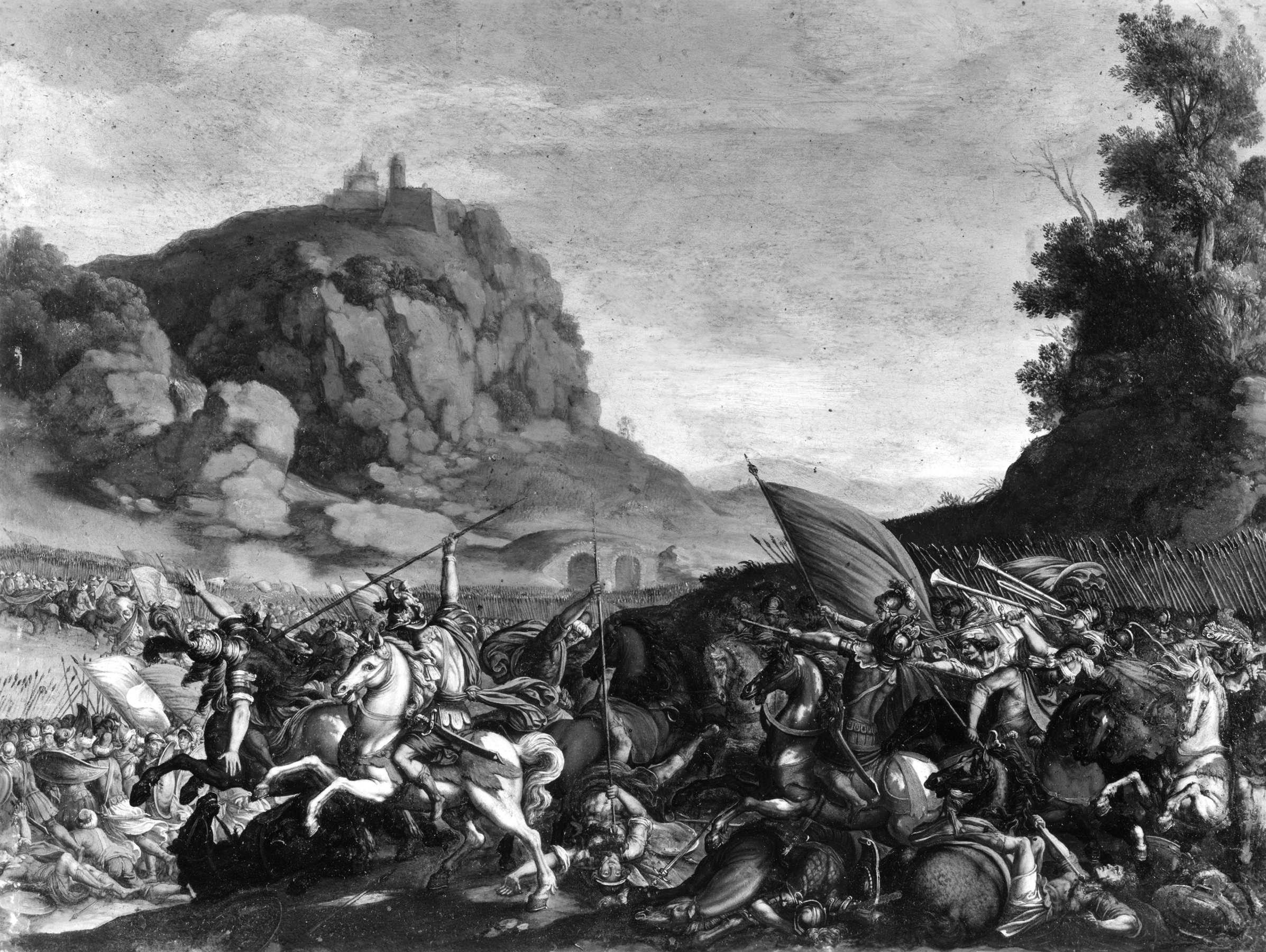
Alexandre le Grand dans sa conquête de l'Asie, Walters Art Museum, 1620.

Marzio di Colantonio ou di Colantonio Ganassini ou di Cola Antonio  (né à Rome vers 1580  et mort à Viterbe après 1623) est un peintre italien de natures mortes et de paysages, ainsi que de décorations à fresque de grotesques et de scènes de bataille. Ses natures mortes représentent du gibier.

## Biographie
Marzio di Colantonio est né à Rome et a été formé auprès de son père, peintre de grotesques, puis par Antonio Tempesta.
Il a peint quelques sujets sacrés, notamment des fresques pour l'église Santa Maria della Consolazione à Rome. Il est connu pour ses peintures de bataille, pour lesquelles il a été recruté par le cardinal de Savoie pour travailler dans le Piémont pour la maison de Savoie. Il est mort jeune à Viterbe après avoir rédigé son testament le 5 juillet 1623,.